# Тверітін Василь Миколайович
Василь Миколайович Тверітін (23 грудня 1906. м. Миколаїв, Херсонська губернія, Російська Імперія – 21 листопада 1980 року м. Дніпропетровськ, Українська РСР, СРСР) – доктор технічних наук, професор Дніпропетровського інституту залізничного транспорту (ДІІТ), вчений-механік (залізничний транспорт) і педагог вищої школи. 

## Біографія
Василь Миколайович Тверітін народився 23 грудня 1906 року в сім’ї викладачів та почесних громадян м. Миколаєва. Сім’я Тверітіних в 1920 році переїжджає до м. Катеринослав; і Василь Тверітін вступає на службу в 38 окрему стрілецьку бригаду особливого призначення Червоної Армії вістовим штабу. В цьому ж році стає студентом механічного відділення Катеринославського політехнікума шляхів сполучення та звільняється з лав Червоної Армії.
В 1925 році, після закінчення технікуму, отримав кваліфікацію техніка 1-го розряду і розпочав трудову діяльність у відділі тяги Катерининської (нині Придніпровської) залізниці. Працював техніком, завідувачем відділу креслень, конструктором. В цей період почав займатися викладацькою діяльністю – був інструктором по технічним заняттям. Одночасно працював над дипломним проєктом, який захистив у 1928 році на виїзній сесії Державної екзаменаційної комісії Наркомосвіти під керівництвом професора Мухачова П.М. і отримав кваліфікацію інженера шляхів сполучення.
В 1929–1930 роках знову проходив службу в Червоній Армії як командир взводу.
В 1930 р. після звільнення з лав Червоної Армії за запрошенням першого начальника ДІІТа Федіченко М.М. почав працювати деканом механічного факультету (перший декан цього факультету). Одночасно працював асистентом, а з 1934 року – доцентом кафедри «Паровози». В 1937 р. вибраний завідувачем кафедри «Паровози».
В 1941 р. за наказом НКПС був відправлений в розпорядження ЦНДІ локомотивів. Під час війни був евакуйований разом з інститутом в м. Ташкент Узбецької РСР, в якому працював до закінчення війни в 1945 році.
1945 року повертається в ДІІТ та працює завідувачем кафедри «Рухомого складу та тяги поїздів». В 1953 році захищає докторську дисертацію на тему «Якісні характеристики палива для паровозів», а в 1955 році отримує звання професора.
В результаті науково-технічних інновацій на залізничному транспорті наприкінці 1950-х та на початку 1960-х років паровозна тяга замінювалась на тепловози та електровози як на магістральних залізницях, так і на промисловому залізничному транспорті. Кафедру «Рухомого складу та тяги поїздів» реорганізовано в кафедру «Локомотиви», яку очолив В.М. Тверітін та був незмінним завідувачем до 1979 року.

## Науково-дослідницька діяльність
- З 1931-1937 рр. брав участь у випробуваннях паровозів вітчизняних та закордонних серій з метою вдосконалення конструкції паровозів, які випускалися для потреб народного господарства.
- З 1937-1941 рр. проєктує та створює пересувну лабораторію для дослідження роботи різних систем та вузлів паровозів.
- З 1942-1944 рр. керував дослідами із випробування вугілля з різних вугільних басейнів для використання як основного палива в районованих та всесоюзних масштабах.
- В 1944 р. провів серію експериментів з використання заштибленних та багатозольних вуглів як палива для паровозів Сталінської залізниці  та підприємств регіону.
- В 1944-1945 рр. керував випробуванням паровозів ФД  з метою встановлення рекомендованих коефіцієнтів витрат палива для низки залізниць СРСР.
- З кінця 1950-х р. під його керівництвом кафедра «Локомотиви» провела більше 30 науково-дослідних розробок для залізничного промислового транспорту Міністерства Чорної металургії та Міністерства промисловості будівельних матеріалів СРСР на півдні країни із вдосконалення систем експлуатації і ремонту тепловозів, та ефективному використанню паливно-мастильних матеріалів.

## Викладацька діяльність
- Під час роботи в ДІІТі виховав 20 кандидатів технічних наук в галузі вдосконалення тепловозів промислового залізничного транспорту;
- Створив з «0» кафедру «ЛОКОМОТИВИ».
- Написав близько 130 навчальних посібників та наукових робіт для вивчення локомотивів та вдосконалення їх конструкції й ефективної експлуатації, як на магістральних шляхах, так і в системі промислового залізничного транспорту.
- З 1954-1975 рр. був Головою ДЕК (Державної екзаменаційної комісії) механічного факультету в ХІІТі (Харківському інституті інженерів транспорту).

## Громадсько – політична діяльність
- В 1954 р. був у відрядженні в НДР (Німецька Демократична Республіка) для допомоги в організації локомотивної служби в Міністерстві шляхів сполучення.
- З 1957-1963 рр. обирався депутатом Жовтневої районної ради м. Дніпропетровська.
- В 1967 р. був учасником Всесвітньої виставки «ЕКСПО 67» (Exposition Universelle de 1967) в Монреалі (Канада)

## Захоплення
В.М. Тверітін був затятим мандрівником. Напевно, легше назвати місця на теренах колишнього СРСР, де не бував В.М. Тверітін, ніж їх перераховувати. Згідно автобіографічних даних в 1956, 1960, 1963 та 1965 рр. він був у закордонних турах в різних країнах світу. З його слів, особиста домашня адресна скринька (щось на зразок сучасного e-mail) налічувала більш, ніж 450 адресатів з різних країн світу.

## Нагороди
- Знак «Почесний залізничник» (1946)
- Медаль «За доблесну працю у Великій Вітчизняній війні» (1946) Іменний годинник МШС (1949)
- Орден «Трудового Червоного Прапора» (1953)

## Вибрані публікації
- Тверитин, В. Н. Качественные характеристики топлив для паровозов. Т. 1 : дис. д. т. н. / В. Н. Тверитин ; Днепропетр. ин-т инж. ж.-д. трансп. - Днепропетровск, 1952. - 278 с.
- Тверитин, В. Н. Нормирование расходов топлива на тепловозы /графические приемы/ / В. Н. Тверитин, П. Л. Корховой. - Днепропетровск : [б. и.], 1961. - 52 с. - (ДИИТ).
- Тверитин, В. Н. Методические указания по расчету тяговых электродвигателей тепловозов : для вузов / В. Н. Тверитин. - Днепропетровск : [б. и.], 1974. - 44 с. - (ДИИТ)
- Тверитин, В. Н. Основные характеристики серийных и опытных тепловозов широкой и узкой колеи : Метод. пособие для студ. вузов / В. Н. Тверитин. - Днепропетровск : [б. и.], 1963. - 28 с. : схемы. - (ДИИТ. Каф. Локомотивы и локомотивное хозяйство)
- Тверитин, В. Н. Результаты исследования работы тепловозов в эксплуатационных условиях на Орджоникидзевской железной дороге / В. Н. Тверитин, П. Л. Корховой ; Днепропетр. гос. ун-т. - Днепропетровск : [б. и.], 1958. - 12 с. - (Информ. письмо ; № 5(29))
- Основные удельные сопротивления движению специального подвижного состава предприятий черной металлургии / В.Н. Тверитин, П.Л. Корховой, Б.Е. Боднарь, А.Я. Дешора // Эксплуатация локомотивов : Труды ДИИТа. - Днепропетровск, 1974. - Вып. 156. - С. 9-13.
- Тверитин, В. Н. Применение теории математической статистики для определения норм расхода топлива на тепловозы при маневровой работе / В.Н. Тверитин, П.Л. Корховой, Л.С. Опришко // Повышение эффективности работы тепловозов : Труды ДИИТа. - Днепропетровск, 1971. - Вып. 121. - С. 10-15.
- Повышение эффективности модернизированных тепловозов ТГМ3 и ТГМ3Б / В.Н. Тверитин, Э.З. Воскобойник, Б.Ш. Барахтер, О.М. Водяницкий // Эксплуатация локомотивов : Труды ДИИТа. - Днепропетровск, 1974. - Вып. 156. - С. 3-8.
- Тверитин, В. Н. Нормирование расходов топлива на тепловозы промышленных предприятий / В.Н. Тверитин, И.Д. Сенько // Вопросы эксплуатации и ремонта подвижного состава : Труды ДИИТа. - М., 1965. - Вып.47. - С. 10-13.